# Titanochelon
Titanochelon es un género extinto de tortugas gigantes continentales con presencia desde el Mioceno Inferior hasta mediados del Pleistoceno en Europa, extendiéndose desde la península ibérica hasta Anatolia . Algunas especies de este género presentaban un tamaño mayor que las tortugas gigantes actuales (géneros Chelonoidis, Aldabrachelys y Centrochelys), con una longitud de caparazón de hasta 2 metros.

## Taxonomía
Se reconocen actualmente 10 especies dentro de este género, la mayoría de las cuales en el pasado se asignaron al género Testudo (un taxón cajón de sastre que abarcaba a casi todas las tortugas fósiles) o Cheirogaster, cuya especie tipo, Cheirogaster maurini del Eoceno de Francia, es bastante diferente a la especie asignada a Titanochelon . Después de una importante revisión sistemática por parte de Pérez-García y Vlachosen en 2014, se propuso el género Titanochelon para albergar estas especies relacionadas.
- † Titanochelon bolivari (Hernández-Pacheco, 1917) (Tipo) - Península ibérica, Mioceno.
- † Titanochelon bacharidisi (Vlachos et al., 2014) - Grecia y Bulgaria, Mioceno tardío.
- † Titanochelon perpiniana (Deperet 1885) - Francia, Plioceno.
- †Titanochelon schafferi (Szalai, 1931) - Samos (Grecia), Mioceno.
- †Titanochelon vitodurana (Biedermann 1862) - Suiza, Mioceno temprano.
- †Titanochelon kayadibiensis Karl, Staesche & Safi, 2021 - Anatolia, Mioceno.
- †Titanochelon eurysternum (Gervais, 1848–1852) - Francia, Mioceno.
- †Titanochelon ginsburgi (de Broin, 1977) - Francia, Mioceno.
- †Titanochelon leberonensis (Depéret, 1890) - Francia, Mioceno
- †Titanochelon schleichi Pappa, Vlachos & Moser, 2023 - Alemania, Mioceno (Pisos del Burdigaliense al Langhiense)[5]

La especie "Testudo" gymnesica, procedente del Plioceno Inferior al Pleistoceno Inferior de Islas Baleares, se sugerida como parte de Titanochelon, pero el taxón muestra diferencias notables con respecto a las especies pertenecientes a este género. Los restos del Pleistoceno de Malta también se han considerado como posibles atribuibles al género Titanochelon, pero el material fósil disponible es demasiado escaso como para verificar dicha hipótesis. En 2022, "Testudo" gymnesica y la especie maltesa fueron asignadas al nuevo género Solitudo .

## Historia evolutiva
Los análisis filogenéticos han establecido que la especie Stigmochelys pardalis, nativa del Sur y el Este de África, es el taxón más cercano a las especies de Titanochelon, lo que sugiere un posible origen africano para este género.
Los fósiles de Titanochelon han sido documentados en casi toda Europa (Portugal, España, Francia, Suiza, Alemania, Austria, la República Checa, Grecia, Bulgaria y Anatolia) a partir del Mioceno temprano.  Por su parte, los restos más recientes han sido reportados para el sitio Fonelas P-1 del Pleistoceno inferior de Granada en el sur de España, que data de hace alrededor de 2,0 millones de años. Su extinción probablemente estuvo relacionada con el enfriamiento climático debido al inicio de la glaciación a principios del Pleistoceno.